# سبزمیخان
سبزمیخان (نام علمی: Chlorogomphidae) نام یک خانواده از زیرراسته آسیابک است.